# Scaevola crassifolia
Scaevola crassifolia är en tvåhjärtbladig växtart som beskrevs av Jacques-Julien Houtou de La Billardière. Scaevola crassifolia ingår i släktet Scaevola och familjen Goodeniaceae. Inga underarter finns listade i Catalogue of Life.

## Bildgalleri

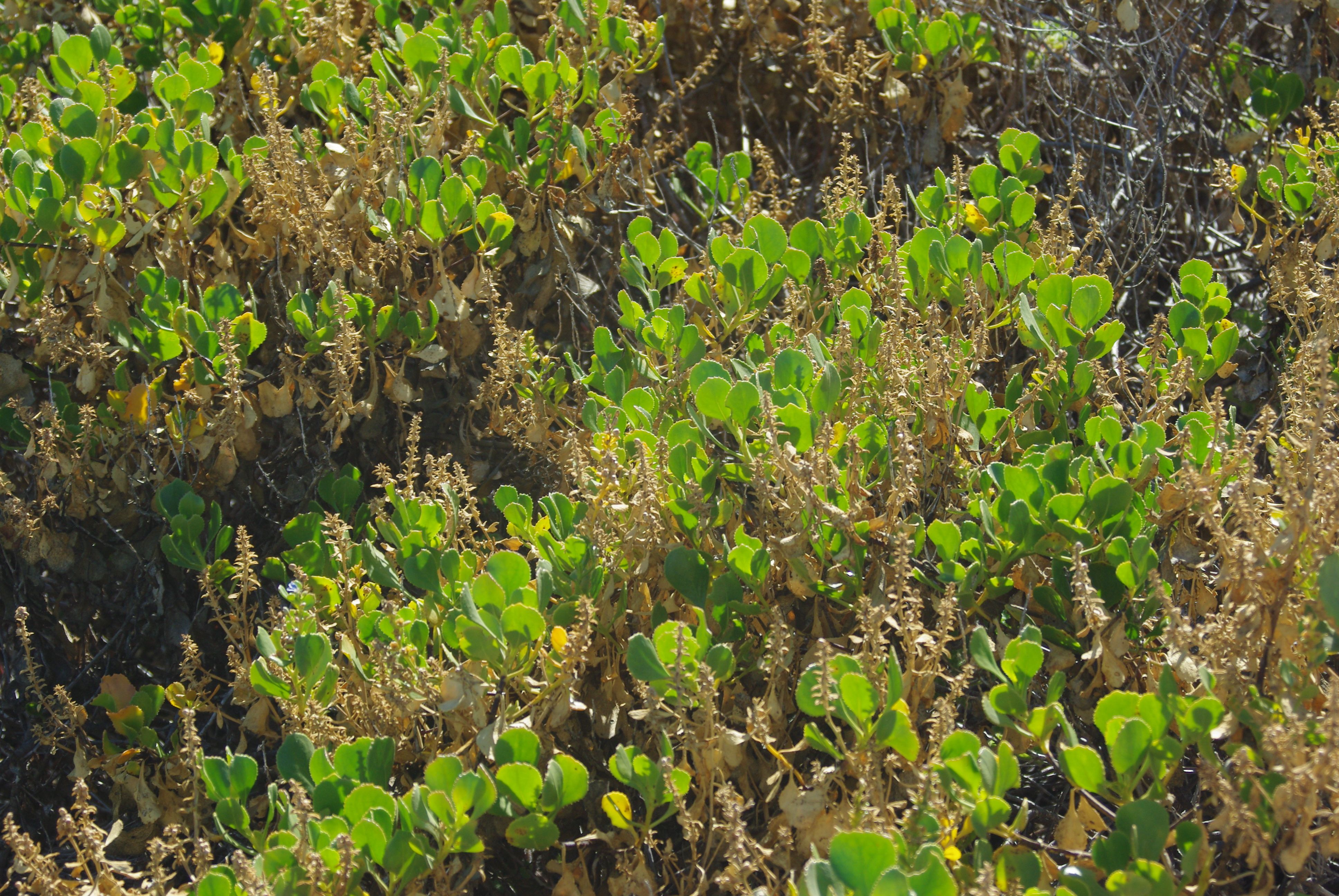